# Antigone Mouchtouris
Antigone Mouchtouris (grec moderne : Αντιγόνη Μουχτούρη), née en 1951 à Athènes en Grèce, est professeure de sociologie de la culture à l’Université de Lorraine. Elle dirige actuellement la collection art, culture, philosophie et temps dans la collection Topos aux éditions Le Manuscrit. Elle est également auteure d’ouvrages de sociologie et de pièces d’art dramatique.

## Biographie
Elle a grandi à Athènes où elle devient journaliste grâce au soutien de Michalis Katsiyeras. Puis elle choisit la France et arrive à Paris en décembre 1974. Elle commence des études de sociologie à l'Université de Montpellier en 1975 qu’elle poursuit à l’Université de Paris X où elle suit les cours de Jean Baudrillard qui a influencé sa trajectoire. Elle soutient sa thèse en 1986 sur La Culture littéraire populaire en Grèce pendant les années 1940-1945 : La Chanson populaire de résistance sous la direction de Marie Claude Groshens. Puis elle obtient son habilitation à diriger des recherches, sous la direction de Bernard Valade en 2001 à l’Université Paris-Descartes. Elle a commencé à enseigner à partir de 1990 à l’Université de Nanterre avec la responsabilité pédagogique du Master II ‘Consultant culturel et projet artistique’ (1992-2002) ; puis elle a été nommée Professeur en 2004 à l’Université de Perpignan et rejoint l’Université de Lorraine en 2009. Parallèlement elle a enseigné à l’École du Louvre (1998-2004). Elle a assuré des cours à l’École de Santé publique à Nancy et au département de maïeutique de l’Université de Montpellier I.
Mère de deux enfants, elle est mariée à Charles Dreyfus Pechkoff.

## Recherches et collaborations
Elle a travaillé aux archives de Peuple et Culture auprès de Joffre Dumazedier, Geneviève Poujol et Benigno Cacérès (1982-1986).
Fondatrice de l’ALRES, l’Association languedocienne pour la recherche économique et sociologique (1990-2004), elle y développe, en particulier, des projets de santé publique à Montpellier avec le professeur René Baylet spécialiste de santé publique et Jean-Louis Poujol cancérologue.
Elle a été conseillère technique de Michèle André secrétaire d’État chargée des droits des femmes et de l’égalité des chances entre les hommes et des femmes (1990-1992).
Elle a développé ses recherches au sein du laboratoire VECT-Mare Nostrum à l’Université de Perpignan sur l’imaginaire et au laboratoire GEPECS (Groupe d’étude pour l’Europe de la culture et de la solidarité) à l’Université Paris-Descartes (2009-2013) responsable de l’axe Culture, savoir et solidarité.
Ses nombreux travaux ont réactualisé les concepts d’aspirations et de représentations de Paul-Henry Chombart de Lauwe, avec lequel elle a collaboré au Centre de recherche de Montrouge (1990-1998). Elle lui consacre un ouvrage : L’actualité de Paul-Henry Chombart de Lauwe avec en particulier la collaboration de Guy Rocher, Bernard Valade, Thierry Paquot, Chris Younés.
Au sein de l’École du Louvre (1998-2004) sa collaboration avec les muséologues Marie-Clarté O'Neill et Colette Dufresne-Tassé permet de développer des projets pour l’ICOM CECA (ICOM International Committee for Education and Cultural Action).
Ses recherches ont exploré cinq thèmes :
- Les femmes et leur place dans la société actuelle (mères adolescentes, la femme enceinte et ses besoins et aspirations, la femme et la gestion des microcrédits à Djibouti).
- Les jeunes et leur contre-culture (les jeunes de la nuit, leur expression artistique en banlieue).
- La sociologie de la culture populaire.
- La sociologie du public et de la réception.
- Les émotions dans les transformations sociales en théorie esthétique.
- La dynamique temporelle des conduites sociales à travers trois dimensions du temps : chronos, kairos, kinesis.

Elle fait partie des néo-aristotéliciens et a développé ses propres concepts basés sur la temporalité dynamique. Plus particulièrement, dans le domaine de la sociologie de la culture, elle a créé le concept de la temporalité de la réception en considérant l’expérience artistique comme un itinéraire imaginaire et émotionnel ; ceci produit un déplacement noétique. Ainsi, elle a réactualisé la notion aristotélicienne de la kinesis, le mouvement transformateur.

### Temporalité dynamique de l'expérience etdéplacement noétique
"L'itinéraire comme outil conceptuel d'approche du terrain peut à la fois être défini comme une démarche à utiliser et un moyen pour comprendre le passage de l'expérience à l'empirie ainsi que du constat à la théorie. [...] il nous permet de comprendre la formation des conduites sociales, à travers l'espace/temps. L'application de cette approche exige dans son utilisation de la part du chercheur un déplacement noétique concernant son approche pour comprendre le réel". L'outil itinéraire permet une approche en termes de dynamique temporelle, celle de la kinesis. L'itinéraire est "un mode opératoire qui nous permet d'isoler une expérience rapport au reste. Le déplacement est physique mais aussi mental : il se produit durant une expérience et, selon son intensité, le déplacement peut être un simple mouvement, ou bien d'une grande force au sens de la kinesis. Ainsi, l'expérience au sens de l'empirie comme à un point n pour aller vers un point n'. [...] A travers l'utilisation de cette approche qu'est l'itinéraire, nous atteignons la compréhension d'une dynamique du présent qui lie le passé et le futur.[...] Dans toute action, il y a un préalable, un présent (qui s'inscrit dans un processus de construction de l'expérience) et un après, ce qui créera un méta-itinéraire."
      Par exemple, dans la temporalité de la réception artistique, il y a une kinesis, dans "l'échange produit entre l'oeuvre exposée et l'individu-visiteur". La temporalité de la réception inclut passé, présent et futur et ce mouvement produit un déplacement noétique. Ainsi, l'expérience esthétique est un méta-itinéraire. "C'est dans cette rencontre produite entre l'objet proposé et le public dans un espace collectif que va se créer un événement qui va réhabiliter le passé et va créer un ascendant pour le futur".

## Collaborations internationales
Elle poursuit ses collaborations internationales avec Marie-Andrée Bertrand de l’Université de Montréal pour porter des recherches sur le thème des femmes et de leurs droits, avec Violaine Lemay de la même université, sur le thème de la discrimination et sur Antonio Gramsci. Invitée par Michael Lachance à l’Université du Québec à Chicoutimi elle écrit pour la revue québécoise Inter Art Actuel.
Antigone Mouchtouris collabore également avec le professeur de sociologie Valentin Ngu-Ndongo de l’Université de Yaoundé au Cameroun, avec le sociologue Brahim Labari au Maroc à Agadir et avec les professeurs Evangelos Prontzas, Grigorio Tsalas, Ismème Kriari du département de sociologie de l’Université Panteion d’Athènes en Grèce.

## Collaborations nationales
Au niveau national, elle a publié des ouvrages avec Frédéric Monneyron (Université de Perpignan), avec Eric Letonturier et Bernard Valade (Université Paris-Descartes). Ce dernier lui a préfacé plusieurs ouvrages depuis les années 2000.
Parallèlement elle a développé des collaborations scientifiques avec Louis Ucciani, le philosophe d’esthétique (Université de Franche-Comté). Avec le professeur émérite de la même Université, le sociologue Francis Farrugia, elle a codirigé deux ouvrages théoriques de même que le réseau thématique Sociologie de la connaissance de l’Association Française de Sociologie (AFS) et de l’Association Internationale de la Langue Francophone (AISLF).

## Ouvrages
- La culture populaire en Grèce pendant les années 1940-1945, éd. L’Harmattan, Paris, 1990  (ISBN 2-7384-0413-8).
- Le féminin rural, éd. L’Harmattan, Paris, 1994  (ISBN 2-7384-2556-9).
- La femme, la famille et leurs conflits, préfacé par Martine Segalen, éd. L’Harmattan, Paris, 1998  (ISBN 2-7384-6337-1).
- Sociologie du public dans le champ culturel et artistique, préfacé par Bernard Valade, collection Logiques Sociales, éd. L’Harmattan, Paris, 2003[3]  (ISBN 2-7475-4303-X).
- Les jeunes de la nuit - Représentations sociales des conduites nocturnes, préfacé par Maurice Blanc, collection Logiques Sociales, éd. L’Harmattan, Paris, 2003  (ISBN 2-7475-4790-6).
- Sociologie de la culture populaire, préfacé par Bernard Valade, série Études Culturelles, collection Logiques Sociales, éd. L’Harmattan, Paris, 2007[4]  (ISBN 978-2-296-02975-0).
- Les jeunes - Approche politique du corps, éd. Sauramps, Montpellier, 2008[5].
- Observation. Un outil de connaissance du monde, série Sociologie de la Connaissance, collection Logiques Sociales, éd. L’Harmattan, Paris, 2012  (ISBN 978-2-296-96061-9).
- La réception des œuvres artistiques. La temporalité de l’expérience esthétique, éd. Le Manuscrit, Paris, 2013 (SBN 978-2-304-04250-4).
- La temporalité et le jugement social, Collection Topos, éd. Le Manuscrit, Paris, 2014  (ISBN 978-2-304-04436-2).
- La métamorphose, une sociologie de la perception, série Sociologie de la Connaissance, collection Logiques Sociales, éd. L’Harmattan, Paris, 2015  (ISBN 978-2343067896).
- La temporalité de l’expérience esthétique, Éditions du Cygne, Paris 2020  (ISBN 978-2-84924-608-5).
- Femmes-Déesses dans la mythologie grecque, Editions du Cygne, Paris, 2022  (ISBN 978-2-84924-721-1).
- Modélisation d'une méthode. Déplacement noétique et temporalité dynamique de l'expérience, coll. Logiques Sociales, éd. L'Harmattan, Paris, 2022  (ISBN 978-2-14-031229-8).
- Kostas Axelos et le temps, préface de Thierry Paquot, postface de Louis Ucciani, Editions du Cygne, Paris, 2024 ( (ISBN 978-2-84924-794-5)).

### Ouvrages personnels sous le pseudonyme Nicky-Attiki
- L’anthropologue, pièce en trois actes, éd. L’Harmattan, Paris, 2004  (ISBN 2-7475-7399-0).
- Une nuit à Vienne, pièce en un acte, éd. L’Harmattan, collection Théâtres, Paris, 2010  (ISBN 978-2-296-11575-0).
- Le fils du psychiatre, pièce en un acte, éd. L’Harmattan, collection Théâtres, Paris, 2013  (ISBN 978-2-343-00110-4).
- Le sculpteur. Pièce en trois actes, éd. L’Harmattan, collection théâtre des cinq continents, Paris, 2014  (ISBN 978-2-343-03185-9).
- Le chant de la corne, récit de voyage, éd. L’Harmattan, Paris, 2017  (ISBN 978-2-343-12763-7).

### Ouvrages en codirection
- Éléments sociologiques et biologiques du comportement, avec le Professeur R. Baylet, éd. Sauramps, Montpellier, 1992  (ISBN 2-84023-006-2).
- Lire en banlieue, avec Anne-Marie Green, éd. L’Harmattan, Paris, 1994  (ISBN 2-7384-2370-1).
- Eros et Liberté, avec Joëlle Deniot et Jacky Réault, éd. Le Manuscrit, Paris, 2014.
- Stress et temporalité. Du travail à la performance sportive, avec Dr Olivier Lambert, éd. Le Manuscrit, collection Topos, Paris, 2014, financé par le pôle scientifique et le laboratoire 2L2S[6].
- Le patrimoine de l’autre, avec Francesca de Michelli, éd. Le Manuscrit, collection Topos, Paris, 2019  (ISBN 978-2-304-04776-9).
- Castoriadis et le temps : le kairos, avec Sergueï Gachkov, coll. Logiques sociales, éd. L'Harmattan, 2021  (ISBN 978-2-343-23756-5).
- La tragédie. Socio-anthropologie d'une vision du monde, avec Francis Farrugia, Louis Ucciani et Bernard Valade, coll. Logiques sociales, éd. L'Harmattan, Paris, 2021  (ISBN 978-2-343-22465-7).
- Les mères adolescentes. Socio-anthropologie et itinéraires de vie, avec Camille Ponsin, Editions du Cygne, Paris, 2022  (ISBN 978-2-84924-680-1).
- La philosophie des sociologues : une épistémologie du sujet et de l'objet, avec Francis Farrugia, coll. Logiques sociales, éd. L'Harmattan, Paris 2022  (ISBN 978-2-343-25625-2).
- Avant garde et contre-culture, avec Charles Dreyfus Pechkoff et Louis Ucciani, éd. Les Presses du réel, 2023  (ISBN 978-2-37896-380-4).
- Les figures du temps dans la pensée occidentale, avec Francis Farrugia et Louis Ucciani, coll. Logiques sociales, éd. L'Harmattan, Paris, 2023  (ISBN 978-2-14-034787-0).

### Ouvrages collectifs sous sa direction
- Mixité sociale et égalité des chances, éd. PUP, Montpellier, 2008  (ISBN 978-2-35412-028-3).
- Culture et pratiques culturelles, éd. PUP, Montpellier, 2010  (ISBN 978-2-35412-039-9).
- Discrimination, construction sociale, éd. PUP, Montpellier, 2010  (ISBN 978-2-35412-062-7).
- L’actualité de Paul-Henry Chombart de Lauwe – Aspirations sociales et espace urbain, éd. L’Harmattan, collection Logiques Sociales, Paris, 2012  (ISBN 978-2-296-96657-4).
- La dynamique sociale et ses acteurs, Éditions du Cygne, Paris, 2017  (ISBN 978-2-84924-497-5).
- Émotions en (vie) sociale, éd. Le Manuscrit, collection Topos, Paris, 2019  (ISBN 978-2-304-04764-6).
- Les métamorphoses du monde contemporain, éd. du Cygne, Paris, 2021  (ISBN 978-2-84924-668-9).
- Le temps et la métamorphose, coll. Topos, éd. Le Manuscrit, Paris, 2022  (ISBN 978-2-304-05260-2).
- La métamorphose de l'existant, coll. Topos, éd. Le Manuscrit, Paris, 2022  (ISBN 978-2-304-05309-8).

### Ouvrages collectifs en codirection
- Discrimination et Modernité, avec Dominique Sistach, éd. PUP, Montpellier, 2007  (ISBN 978-2-35412-004-7).
- Actualité graffiti, avec Kheira Beladji-Ziane, éd. PUP, Montpellier, 2008  (ISBN 978-2-35412-019-1).
- Laïcité et Religions, avec Bruno Gaudelet, éd. PUP, Montpellier, 2010, financé par la Mairie de la Ville de Perpignan, le Conseil général et l’UNESCO  (ISBN 978-2-35412-060-3).
- Mythes politiques : construction européenne, avec Frédéric Monneyron, éd. Imago, Paris, 2010  (ISBN 978-2-84952-087-1).
- Jeunesse et discrimination, avec Piero Galloro, éd. PUP, Montpellier, 2012  (ISBN 978-2-35412-142-6).
- Actualité muséale. La temporalité d’un espace culturel, avec Tiphaine Barbier Verley, éd. Le Manuscrit, collection Topos, Paris, 2014  (ISBN 978-2-304-04236-8).
- Passions sociales, avec Bernard Valade et Éric Letonturier, éd. Le Manuscrit, collection Topos, Paris, 2014  (ISBN 978-2-304-04304-4).
- Actualité de la pensée grecque, avec Panagiotis Christias, éd. Le Manuscrit, collection Topos, Paris, 2014  (ISBN 978-2-304-04434-8).
- La nostalgie comme sentiment, avec Piero Galloro, éd. Le Manuscrit, collection Topos, Paris, 2016  (ISBN 978-2-304-04604-5).
- Remords et Honte – Lecture sociologique des sentiments, avec Emmanuel Jovelin, éd. Le Manuscrit, collection Topos, Paris, 2016  (ISBN 978-2-304-04638-0).
- Imaginaire et technologies, avec Radoslav Gruev, Éditions du Cygne, Paris, 2018  (ISBN 978-2-84924-514-9).
- La pensée des sociologues, catégorisation, classification, identification, différenciation et reconnaissance, éd. L’Harmattan, collection Logiques Sociales, série Sociologie de la Connaissance, 2018  (ISBN 978-2-343-14546-4).
- Les outils des sociologues, avec Francis Farrugia, éd. L’Harmattan, collection Logiques Sociales, série Sociologie de la Connaissance, Paris, 2018  (ISBN 978-2-343-20279-2).
- Illusion et malentendu, avec Bernard Valade, collection Topos, éd. Le Manuscrit, Paris, 2021  (ISBN 978-2-304-05006-6).
- Le temps et sa mesure, avec Raymond Magro, éd. du Cygne, Paris, 2022  (ISBN 978-2-304-05407-1).
- L'Oubli. Socio-anthropologie d'une absence, avec Bernard Valade, éd. Le Manuscrit, coll. Topos, Paris, 2024  (ISBN 978-2-304-05579-5).

### Livres en langues étrangères
- En grec :
  - Κοινωνιολογια του λαικου πολιτισµου, éd. Papagissi, Athènes, 2015  (ISBN 978-960-02- 3116-8).
  - Παρατήρηση: Ένα εργαλείο γνώσης του κόσμου, éd. Papagissi, Athènes, 2020.
- En italien :
  - Sociologia del publico ; in ambito culturale artistico, éd. L’Harmattan Italia, 2014  (ISBN 978-88-7892-266-2).
- En croate :
  - Les mythes politiques, avec Frédéric Monneyron Politicki mitovi, éd. Tim Press, Zagreb, 2012  (ISBN 978-2-84952-087-1).